# Všeobecné volby v Belgii 1950
Belgické všeobecné volby z roku 1950 se konaly 4. června 1950. Křesťanskosociální strana získala absolutní většinu a vládu sestavili Joseph Pholien (do roku 1952) a Jean Van Houtte.

## Výsledky
| Politická strana | Politická strana                                | Počet hlasů | Hlasy v % | Počet mandátů | Změna |
| ---------------- | ----------------------------------------------- | ----------- | --------- | ------------- | ----- |
|                  | CVP-Křesťanskosociální strana                   | 2 356 608   | 47,68 %   | 108           | ▲3    |
|                  | Parti socialiste – Socialistická strana – jinak | 1 705 781   | 34,51 %   | 77            | ▲11   |
|                  | PVV – PRL                                       | 556 102     | 11,25 %   | 20            | ▲9    |
|                  | Komunistická strana Belgie                      | 234 541     | 4,75 %    | 7             | ▼5    |
|                  | Cartell liberal-socialista                      | 87 252      | 1,77 %    |               |       |
|                  | ostatní                                         | 2 523       | 0,05 %    |               |       |